# Valentin Taifun
Valentin Taifun je dvosedežno motorno jadralno letalo, ki ga je zasnovalo podjetje Valentin Flugzeugbau GmbH iz Hasfurta, Nemčija. Grajen je iz fiberglasa, ima nizko nameščeno kantilever krilo in T-rep. Ima ročno uvlačljivo tricikel pristajalno podvozje.

## Specifikacije (17E)
Podatki iz Jane's All the World's Aircraft 1985–86, Jane's All the World's Aircraft 1988-89
Splošne značilnosti
- Posadka: 2
- Dolžina: 7,782 m (25 ft 6 in)
- Razpon kril: 17 m (55 ft 9 in)
- Višina: 2,48 m (8 ft 2 in)
- Površina kril: 17,6 m2 (189 sq ft)
- Vitkost: 16,4
- Aeroprofil: Wortmann FX-67-K-170/17
- Teža praznega letala: 610 kg (1.345 lb)
- Maks. vzletna teža: 850 kg (1.874 lb)
- Kapaciteta goriva: 90 L (24 US gal; 20 imp gal)
- Pogon letala: 1 × Limbach L.2000EB 4-valjni zračnohaljeni protibatni motor, 60 kW (80 hp)
- Propelerji: št. lopatic: 2 Mühlbauer MTV-1-A z nastavljivim krakom, možnost nastavitve na nož, 1,6 m (5 ft 3 in) premer

Zmogljivost
- Potovalna hitrost: 220 km/h (137 mph; 119 kn) max
- Hitrost pri porušitvi vzgona: 72 km/h (45 mph; 39 kn) brez motorja
- Neprekoračljiva hitrost: 250 km/h (155 mph; 135 kn) v mirnem zraku

185 km/h (100 kn; 115 mph) v turbulentnem zraku
- Doseg: 1.250 km (777 mi; 675 nmi) z maks. gorivom
- Višina leta: 5.000 m (16.404 ft)
- g-omejitev: +5,3/-2,65
- Jadralno število: 30 pri 105 km/h (57 kn; 65 mph)
- Hitrost vzpenjanja: 192 m/s (37.800 ft/min) največ (na nivoju morja)
- Hitrost padanja: 0,95 m/s (187 ft/min) at 75 km/h (40 kn; 47 mph)
- Obremenitev kril: 48,3 kg/m2 (9,9 lb/sq ft)
- Razmerje moč/teža: 12,67 kg/kW (20,82 lb/KM)